# Единичное (философия)
Единичное (философия) — философская категория диалектики. Находится в диалектической взаимосвязи с 
категориями особенного и всеобщего. Как и эти категории, отражает различные объективные связи мира,
а также ступени познания этих связей. В реальном мире единичное обуславливается наличием у каждого материального объекта только ему присущих свойств, которые позволяют отличать его от других объектов. Единичное всегда указывает на отличие материальных объектов друг от друга и поэтому оно всегда выступает как особенное. Процесс познания в науке начинается с единичного. Каждое открытое новое явление или материальный объект всегда вначале воспринимаются как единичное. Когда эти явления или материальные объекты обнаруживаются многократно, их свойства осознаются как общее, присущее группе объектов.